# 자전 주기
자전 주기(rotation period)는 한 천체가 배경의 별들을 중심으로 자전축을 기준하여 한 바퀴 회전하는 데 걸리는 시간이다. 이는 태양시와는 다른 개념이다. 태양시는 공전 주기 중 1일에 해당하는 부분을 맞추기 위해 추가 시간을 더한 것이다. 또한 자전 주기는 항성시와도 다르다. 항성시는 이름과는 달리 항성들을 기준으로 하고 있지 않으며, 대신 천구를 천천히 가로지르는 북방 춘분점을 기준으로 하고 있다. 이와 같은 세차 운동 요소 때문에 지구의 자전 주기와 항성시는 매일 8.4밀리초가 차이난다.

## 자전 주기 측정
소행성이나 행성 등과 같이 딱딱한 천체의 경우 자전 주기 값은 단 한 개이다. 반면 항성이나 가스 행성 등의 기체 및 유체 천체의 경우 차등회전 현상 때문에 적도에서 극까지 자전 주기가 제각각이다. 보통 가스 행성의 자전 주기는 자기장의 1회전 주기를 기준으로 산출한다. 구형 대칭 구조를 보이지 않는 천체의 경우 중력이나 조석력이 없어도 자전 주기는 일정치 않다. 한 천체 내에서도 자전축을 중심으로 한 관성 모멘트는 여러 값을 지니며, 따라서 자전 주기도 여러 값이 존재 가능하다(각운동량은 상수이며, 관성 모멘트와 자전 주기의 결과물은 각운동량과 같기 때문이다). 토성의 위성 히페리온이 이러한 예이며, 히페리온의 자전 주기는 혼돈 상태로 부를 수 있다.!

## 주요 천체들의 자전 주기
| 행성   | 자전 주기                            |
| ------ | ------------------------------------ |
| 태양   | 적도에서 25.379995일, 양극은 약 35일 |
| 수성   | 1047.51시간                          |
| 금성   | -5832.444시간                        |
| 지구   | 23.93419시간                         |
| 달     | 655.72시간 (지구만을 바라봄)         |
| 화성   | 24.622962시간                        |
| 목성   | 9.92425시간                          |
| 토성   | 10.65622시간                         |
| 천왕성 | -17.24시간                           |
| 해왕성 | 16.11시간                            |
| 명왕성 | -153.29시간                          |

## 같이 보기
- 겉보기 역행 운동
- 지구의 자전
- 항성 자전

## 참고 문헌
1. ↑  Explanatory Supplement to the Astronomical Almanac, ed. P. Kenneth Seidelmann, Mill Valley, Cal., University Science Books, 1992, p.48, ISBN 0-935702-68-7.
2. ↑  Rotation and pole position for the Sun and planets 일(day)로 표시한 자전 주기는 360도를 계수 d로 나눈 값이다.
3. 1 2 3 4 5 6 7 8 9 10  Murray, Carl D. and Stanley F. Dermott (1999). 《Solar System Dynamics》. Cambridge UP. ISBN 0-521-57295-9.